# David D. Friedman
David Director Friedman (12 februari 1945) is een theoretisch fysicus, econoom en een van de belangrijkste theoretici van het moderne anarcho-kapitalisme, wat zowel als een radicale variant van het libertarisme als een uiterst individualistische stroming binnen het (Amerikaanse) anarchisme gekarakteriseerd kan worden.
Friedmans anarchisme onderscheidt zich van andere anarcho-kapitalisten zoals Murray Rothbard door een nadruk op voornamelijk utilitaristische argumenten. Een bekende uitspraak van Friedman is dat economische vrijheid een voorwaarde is voor politieke vrijheid. Zijn bekendste werk is The Machinery of Freedom: A Guide to Radical Capitalism.
Andere bekende anarcho-kapitalistische academici zijn Hans-Hermann Hoppe, Walter Block, Jan Narveson, Anthony de Jasay en Gerard Radnitzky.

## Persoonlijk
Hij is zoon van Nobelprijswinnaar in de econonomie (1976) Milton Friedman en econome Rose Friedman, en vader van Patri Friedman.

## Boeken
- The Machinery of Freedom: A Guide to Radical Capitalism, (1973) herdruk 1989
- Price Theory (1986)
- Law's Order (2000)
- Hidden Order: The Economics of Everyday Life (1996)
- Future Imperfect: Technology and Freedom in an Uncertain World (2008)